# Klettstedt
Klettstedt – dzielnica miasta Bad Langensalza w Niemczech, w kraju związkowym Turyngia, w powiecie Unstrut-Hainich. Do 31 grudnia 2018 samodzielna gmina wchodząca w skład wspólnoty administracyjnej Bad Tennstedt.